# Carlos von Bourbon-Sizilien
Carlos Prinz von Bourbon-Sizilien, vollständiger Name: Don Carlos Maria Alfonso Marcel de Borbón y Borbón, Infant von Spanien, Prinz beider Sizilien und Herzog von Kalabrien, (* 16. Januar 1938 in Lausanne; † 5. Oktober 2015) war seit 1964 (umstrittenes) Oberhaupt des Hauses Bourbon-Sizilien, einer Nebenlinie des Hauses Bourbon.

## Leben
Don Carlos war der Sohn von Prinz Alfonso von Bourbon-Sizilien, Herzog von Kalabrien und Infant von Spanien (1901–1964), und seiner Ehefrau Prinzessin Alicia Maria (1917–2017), Tochter von Elias von Bourbon-Parma und Erzherzogin Maria Anna von Österreich. Zusammen mit seinen beiden Schwestern Teresa (* 1937) und Inés Maria (* 1940) wuchs er in der Schweiz und Spanien auf.
Nach dem Spanischen Bürgerkrieg und dem Zweiten Weltkrieg kam Francisco Franco (1892–1975) den Monarchisten in Spanien entgegen, 1945 sagte er ihnen eine spätere Wiedereinführung der Monarchie zu, und 1947 erließ er ein Gesetz mit der Regelung, dass eine von ihm zu bestimmende Person königlichen Geblüts nach seinem Tode die Nachfolge als Staatsoberhaupt antreten sollte. Zu diesem Zweck wurden Don Carlos und sein Cousin, der spätere König Juan Carlos I. (* 1938), auf einer gesonderten Schule auf das Amt vorbereitet.

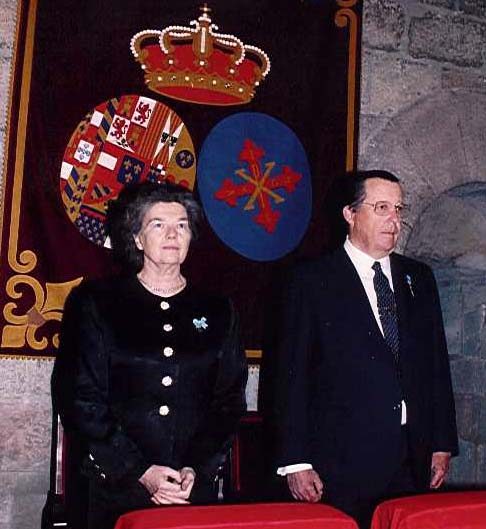
Carlos und seine Gemahlin Anne d’Orléans (2007)

Don Carlos lebte mit seiner Familie in Madrid. Er besaß Ländereien bei Toledo und Ciudad Real und war als Aktionär an den spanischen Gesellschaften Repsol YPF und Telefónica beteiligt. Er war auch Präsident des Königlichen Rats des Santiagoordens, des Alcántaraordens sowie der Orden von Calatrava und Montesa sowie Großmeister des Konstantinischen St.-Georgs-Ordens (Sacro Militare Ordine Costantiniano di San Giorgio, SMOC).
Auf der Hochzeit von Juan Carlos I. mit Sophia von Griechenland in Athen lernte Don Carlos seine spätere Frau, Anne Marguerite Brigitte Marie Prinzessin von Orléans (* 4. Dezember 1938), Tochter von Henri d’Orléans, Comte de Paris und Isabelle d’Orléans-Bragance, kennen. Die Hochzeit fand am 12. Mai 1965 in Dreux statt. Sie hatten fünf Kinder:
- Christina (* 1966) ⚭ 1994 Pedro López-Quesada y Fernández Urrutia (* 1964)
- Maria (* 1967) ⚭ 1996 Simeon von Habsburg-Lothringen, Erzherzog von Österreich (* 1958), Enkel des letzten österreichischen Kaisers Karl I.
- Pedro (* 1968) ⚭ 2001 Sofia Landaluce y Melgarejo (* 1973)
- Inés Maria (* 1971) ⚭ 2001 Michele Carrelli Palombi dei Marchesi Di Raiano (* 1965)
- Victoria (* 1976) ⚭ 2003 Markos Nomikos (* 1965), griechischer Schiffseigner

Carlos von Bourbon-Sizilien fand seine letzte Ruhestätte im Real Sitio de San Lorenzo de El Escorial, wo sich sein Sarg seit 2015 im pudridero des Pantheon der Infanten befindet. Es handelt sich dabei um einen öffentlich nicht zugänglichen Raum, in dem die Leichname zunächst verwesen können, ehe sie nach etwa fünfzig Jahren ihren endgültigen Platz im Pantheon der Infanten erhalten.

## Streit um die Stellung als Oberhaupt des Hauses Bourbon-Sizilien
Nach dem Tode des letzten sizilianischen Königs, Franz II., 1894 folgte ihm als Chef des Hauses und Thronprätendent sein jüngerer Halbbruder Alfons Maria von Neapel-Sizilien und diesem 1934 sein ältester Sohn Ferdinand von Bourbon-Sizilien (1869–1960), Herzog von Kalabrien, der ohne männliche Nachfahren starb. Dessen nächstjüngerer Bruder, Carlos Maria de Bourbon (1870–1949), hatte 1901 die Schwester des Königs Alfons XIII. von Spanien geheiratet, Prinzessin María de las Mercedes de Borbón (1880–1904), seinerzeit Thronerbin ihres noch kinderlosen Bruders, was ihn in dieser Lage durch seine Frau zum König von Spanien gemacht hätte.
Aufgrund der von Karl III. 1759 in einer Pragmatischen Sanktion verfügten Trennung der spanischen von der sizilianischen Krone verzichtete Carlos Maria daraufhin auf seine etwaigen sizilianischen Thronansprüche, erwarb die spanische Staatsangehörigkeit und nahm als „Don Carlos“ den Titel eines Infanten von Spanien an. Nachdem sein Schwager König Alfons XIII. jedoch noch Vater von sieben Kindern geworden war und außerdem 1931 durch die Ausrufung der Republik seinen Thron verloren hatte, entfiel der Grund für Carlos Marias sizilianischen Verzicht. Sein Sohn Alfons von Bourbon-Sizilien (1901–1964) beanspruchte daher 1960, nach dem Tod seines Onkels Ferdinand, die Stellung als Chef des Hauses, in Konkurrenz zu seinem Onkel Ranieri, Herzog von Castro (1883–1973), dem durch den Verzicht von 1901 das Nachfolgerecht zugefallen war. Nach Alfons’ Tod 1964 beanspruchte dessen Sohn, der hier behandelte Don Carlos, die Stellung des Familienoberhaupts. Seine Ansprüche wurden durch den spanischen König Juan Carlos unterstützt, der ihm (und dem Vetter Alfonso) von Franco als spanischer Thronfolger vorgezogen worden war; gleichwohl bestätigte ihm Juan Carlos 1994 auch den Titel eines spanischen Infanten. Die Stellung als Oberhaupt der sizilianischen Bourbonen wird daher heute von zwei Vettern beansprucht: Pedro (* 1968), Herzog von Kalabrien, dem Sohn des 2015 verstorbenen Carlos, und Carlo (* 1963), Herzog von Castro.